# كونور غوغ
كونور غوغ (بالإنجليزية: Conor Gough)‏ هو لاعب كرة قدم بريطاني، ولد في 9 أغسطس 1993 في إيلفورد ‏ في المملكة المتحدة. لعب مع إيستبورن بوروه وتشارلتون أثلتيك ونادي بريستول روفيرز ونادي تشيلمسفورد ونادي ليويس.

## وصلات خارجية
- كونور غوغ على موقع قاعدة بيانات كرة القدم.إي يو (الإنجليزية)
- كونور غوغ على موقع Soccerbase.com (لاعب) (الإنجليزية)